# Andalen
Andalen est une localité de Suède située dans la commune de Göteborg du comté de Västra Götaland. Elle couvre une superficie de 1,58 km2. En 2010, elle compte 2 188 habitants.